# A-ca-oo-mah-ca-ye
A-ca-oo-mah-ca-ye (falecido em 1859 ou 1860), também conhecido como Feathers ou Old Swan (em português: velho cisne), foi um chefe tribal da primeira nação ameríndia de Siksikas - Blackfoot, na província canadense de Alberta (Canadá), com a reputação de pacificador.
Em 1822, o jornal Chesterfield House Journal descreveu Feathers  como "muito ligado aos brancos".

## Eventos
- Em algum momento a partir de 1828 passa a usar o nome de seu pai: Old Swan.
- Em 1858 James Hector lista Old Swan como um dos principais chefes da tribo Blackfoot.

Após a morte de Old Swan no final de 1859 ou início de 1860 (historiadores divergem quanto a data de sua morte) sua posição de chefe foi herdada para Big Swan. Seu sucessor foi descrito como "um homem de tamanho colossal e disposição selvagem, sendo astuto e traiçoeiro.